# Безпалько Ірина-Орися Володимирівна
Ірина-Орися Володимирівна Безпалько (нар. 21 червня 1920, Ворзель) — член Організації українських націоналістів. Засуджена на так званому «процесі 59-ти» 1941 року.

## Життя та діяльність
Батько — адвокат, мав канцелярію в Копичинцях. 1934-го сім'я переїхала до Золочева. Батько заарештований у січні 1940 року як діяч УНДО. Відомо, що навесні 1941 його утримували в тюрмі «Бриґідки» та вбили під час масових страт українських політв'язнів у червні 1941 року.
Студентка лікувального факультету Львівського медичного інституту, була членкинею ОУН з липня 1940. Належала до групи осіб, які налагоджували контакти зі студентами зі східних областей України для поширення між ними ідей націоналізму та залучення до ОУН.
Дівчину заарештували 6 вересня 1940 року. Невдовзі її матір і брата Андрія вислали до Казахстану.
У слідчій справі І. Безпалько є тільки три протоколи: від 9 вересня, 2 жовтня та 29 листопада, у яких вона заперечує свою причетність до ОУН. У своїх звинуваченнях НКВС керувався свідченнями організаційного референта І. Максиміва та шифрувальниці Марти Грицай, а також даними, які на очній ставці 2 грудня повідомив Богдан Єдинорог.
Засуджена на 10+5+5 років, Верховний суд СРСР замінив вирок на 8+4.
Наприкінці 1990-х мешкала у Золочеві.